# Hausach
Hausach est une ville d'Allemagne, située dans l'arrondissement de l'Ortenau, dans l'ouest du Bade-Wurtemberg.

## Géographie
La ville se trouve dans la Forêt-Noire, et est traversée par la rivière Kinzig, à 25 km au sud-est d'Offenbourg.

## Jumelage
- Arbois (France) depuis 1974